# Championnats du monde de gymnastique aérobic 2004
Navigation
Klaipeda 2002 Nankin 2006
Les 8es championnats du monde de gymnastique aérobique ont lieu à Sofia, en Bulgarie, du 3 au 5 juin 2004.

## Podiums
| Épreuves                    | Or                                                                                                  | Argent                                                                                                 | Bronze                                                            |
| --------------------------- | --------------------------------------------------------------------------------------------------- | --- | ----------------------------------------------------------------- |
| Individuel                  | | |                                                                   |
| Hommes résultats détaillés  | Grégory Alcan (FRA)                                                                                 | Remus Nicolai (ROU)                                                                                    | Sergei Konstantinov (RUS)                                         |
| Femmes résultats détaillés  | Angela McMllian (NZL)                                                                               | Giovanna Lecis (ITA)                                                                                   | Mihaela Pohoață (ROU)                                             |
| Groupes                     | | |                                                                   |
| Couples résultats détaillés | Bulgarie Galina Lazarova Marian Kolev                                                               | Espagne Alba de las Heras Jonatan Canada                                                               | Roumanie Izabela Lăcătuș Remus Nicolai                            |
| Trio résultats détaillés    | Brésil Marina Lopez Marcela Lopez Cibele Rosito Oliani                                              | Roumanie Raluca Elena Babaligea Madalina Cioveie Aurelia Ciurea                                        | Roumanie Cristina Marin Daniela Nicolai Mirela Rusu               |
| Groupes résultats détaillés | Roumanie Madalina Cioveie Aurelia Ciurea Cristina Marin Daniela Nicolai Mihaela Pohoață Mirela Rusu | Russie Pavel Grishin Alexander Golenko Maria Mamontova Natalia Morgunova Danila Shohin Inna Soldatenko | Chine Jinping Ao Shijian He Yong Qin Hongbin Tang Song Yan Wei Yu |

## Tableau des médailles
| Rang  | Nation           | Or | Argent | Bronze | Total |
| ----- | ---------------- | -- | ------ | ------ | ----- |
| 1     | Roumanie         | 1  | 2      | 3      | 6     |
| 2     | France           | 1  | 0      | 0      | 1     |
| 2     | Brésil           | 1  | 0      | 0      | 1     |
| 2     | Bulgarie         | 1  | 0      | 0      | 1     |
| 2     | Nouvelle-Zélande | 1  | 0      | 0      | 1     |
| 6     | Russie           | 0  | 1      | 1      | 2     |
| 7     | Espagne          | 0  | 1      | 0      | 1     |
| 7     | Italie           | 0  | 1      | 0      | 1     |
| 9     | Chine            | 0  | 0      | 1      | 1     |
| TOTAL |                  |    |        |        |       |